# Президентские выборы в Абхазии (2019)
Первый тур очередных, седьмых, выборов президента Республики Абхазии в соответствии с Конституцией Республики Абхазия был назначен Народным Собранием — Парламентом Республики Абхазия на воскресенье 21 июля 2019 года. Позже они были перенесены на 25 августа 2019 года. Глава государства избирается путём прямого всеобщего тайного голосования на пятилетний срок.
В случае, если по результатам первого тура ни одному из кандидатов не удастся набрать больше 50 % голосов, то не позднее 14 дней будет проводиться второй тур.
Действующий президент Рауль Хаджимба выдвинул свою кандидатуру на второй срок.
Общее число избирателей, внесённых в списки избирателей составило 127 232 человека.
10 января 2020 года после протестов противников Хаджимбы, по иску кандидата Алхаса Квицинии Верховный суд Абхазии отменил итоги выборов и назначил повторные выборы президента на 22 марта 2020 года.

## Выборы
По мнению экспертов и на основании многочисленных социологических опросов по состоянию на 4 февраля 2019 года фаворитом предстоящих выборов являлся лидер оппозиции Аслан Бжания, но весной он получил отравление, из-за чего был вынужден сняться с выборов. Бжания призвал своих сторонников поддержать кандидата от партии «Амцахара» Алхаса Квицинию.
ЦИК Республики Абхазия было зарегистрировано 9 кандидатов.
Поскольку в первом туре ни один из 9 кандидатов не смог преодолеть 50-процентный барьер, был назначен второй тур, состоявшийся 8 сентября. Во втором туре наибольшее число голосов получил действующий президент Рауль Хаджимба, набрав 47,39 %; за его соперника, лидера партии «Амцахара» Алхаса Квициния проголосовали 46,17 % голосов. Поскольку Хаджимба не набрал более половины голосов, как того требует конституционный Закон о выборах президента, Квициния не признал итоги выборов, оспаривал их в Верховном суде Абхазии — в связи с тем, что никак не учтены голоса «против всех» (более 6,4 %), то есть оба кандидата получили больше голосов «против», чем «за», а это значит, что оба они не избраны.
10 января 2020 года кассационной коллегией Верховного суда Республики Абхазия по иску кандидата Квициния итоги выборов были отменены, они признаны несостоявшимися, принято решение назначить новые президентские выборы; определение суда вступило в законную силу с момента провозглашения. Повторные выборы назначены Центризбиркомом Абхазии на 22 марта 2020 года.

## Результаты голосования
| Кандидат | Кандидат        | I тур   | I тур     | II тур  | II тур    |
| Кандидат | Кандидат        | Голосов | % голосов | Голосов | % голосов |
| 1        | Рауль Хаджимба  |         | 23,85 %   | 39 793  | 47,39     |
| 2        | Алхас Квициния  |         | 21,97 %   | 38 766  | 46,17     |
| 3        | Олег Аршба      |         | 21,60 %   |         |           |
| 4        | Астамур Тарба   |         | 6,60 %    |         |           |
| 6        | Леонид Дзапшба  |         | 5,70 %    |         |           |
| 7        | Шамиль Адзынба  |         | 4,14 %    |         |           |
| 5        | Алмас Джапуа    |         | 2,0 %     |         |           |
| 8        | Артур Анкваб    |         | 1,60 %    |         |           |
| 9        | Астамур Какалия |         | 0,97 %    |         |           |
| ЯВКА     | ЯВКА            | 86138   | 66,55 %   |         | 65,99     |
| -------- | --------------- | ------- | --------- | ------- | --------- |